# Cazine
Cazine – rzeka we Francji, przepływająca przez teren departamentu Creuse, o długości 13,4 km. Stanowi dopływ rzeki Creuse.